# Hartland CDP (Míchigan)
Hartland es un lugar designado por el censo ubicado en el condado de Livingston en el estado estadounidense de Míchigan. En el Censo de 2020 tenía una población de 777 habitantes y una densidad poblacional de 131,25 habitantes por km². Fue incluido como CDP en el censo de 2020. 

## Geografía
Hartland se encuentra ubicado en las coordenadas 42°39′24″N 83°45′15″O / 42.65667, -83.75417. Según la Oficina del Censo de los Estados Unidos,  tiene una superficie total de 5,92 km², de la cual 5,91 km² corresponden a tierra firme y 0,01  km² a agua.